# مخزن سد شکسنا
مخزن سد شکسنا (Шексни́нское водохрани́лище) یک سد آبی در استان ولوگدای کشور روسیه است.